# Sonāmukhi
Sonāmukhi är en ort i Indien.   Den ligger i distriktet Bānkurā och delstaten Västbengalen, i den östra delen av landet, 1 200 km sydost om huvudstaden New Delhi. Sonāmukhi ligger 66 meter över havet och antalet invånare är 28 334.
Terrängen runt Sonāmukhi är platt. Runt Sonāmukhi är det tätbefolkat, med 493 invånare per kvadratkilometer. Sonāmukhi är det största samhället i trakten. Trakten runt Sonāmukhi består till största delen av jordbruksmark.